# Essexi Egyetem
Az Essexi Egyetem (angolul University of Essex) egy állami kutatóegyetem Anglia, Essex megyéjében.

## Története
Az egyetemet 1963-ban alapították, 1964-ben fogadta első diákjait, és 1965-ben megkapta a Royal Chartert (Királyi Charta).

## Felépítése
Az egyetem legnagyobb campusa a Colchester Campus a Wivenhoe Parkban, néhány mérföldre Wivenhoe-tól és Colchestertől. Társadalomtudományi Kutatóközpontja az Egyesült Királyság fő adatbankja és a társadalmi-gazdasági kutatások otthona. Az Essex Business School az ország első szénkibocsátás-mentes üzleti iskolája.

## Épületei

A Wivenhoe House Hotel
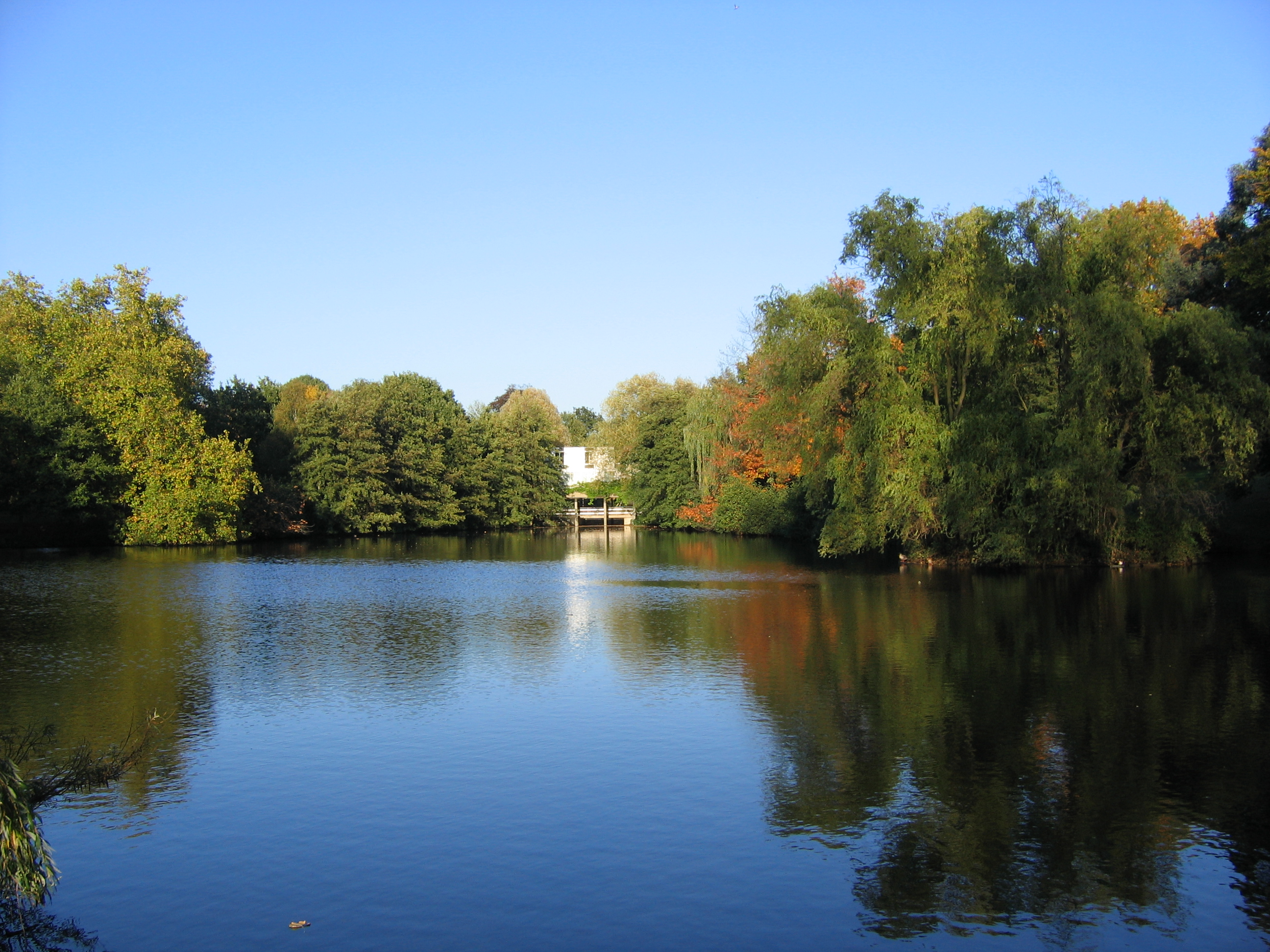
Tó a Vice-Chancellor's House mellett
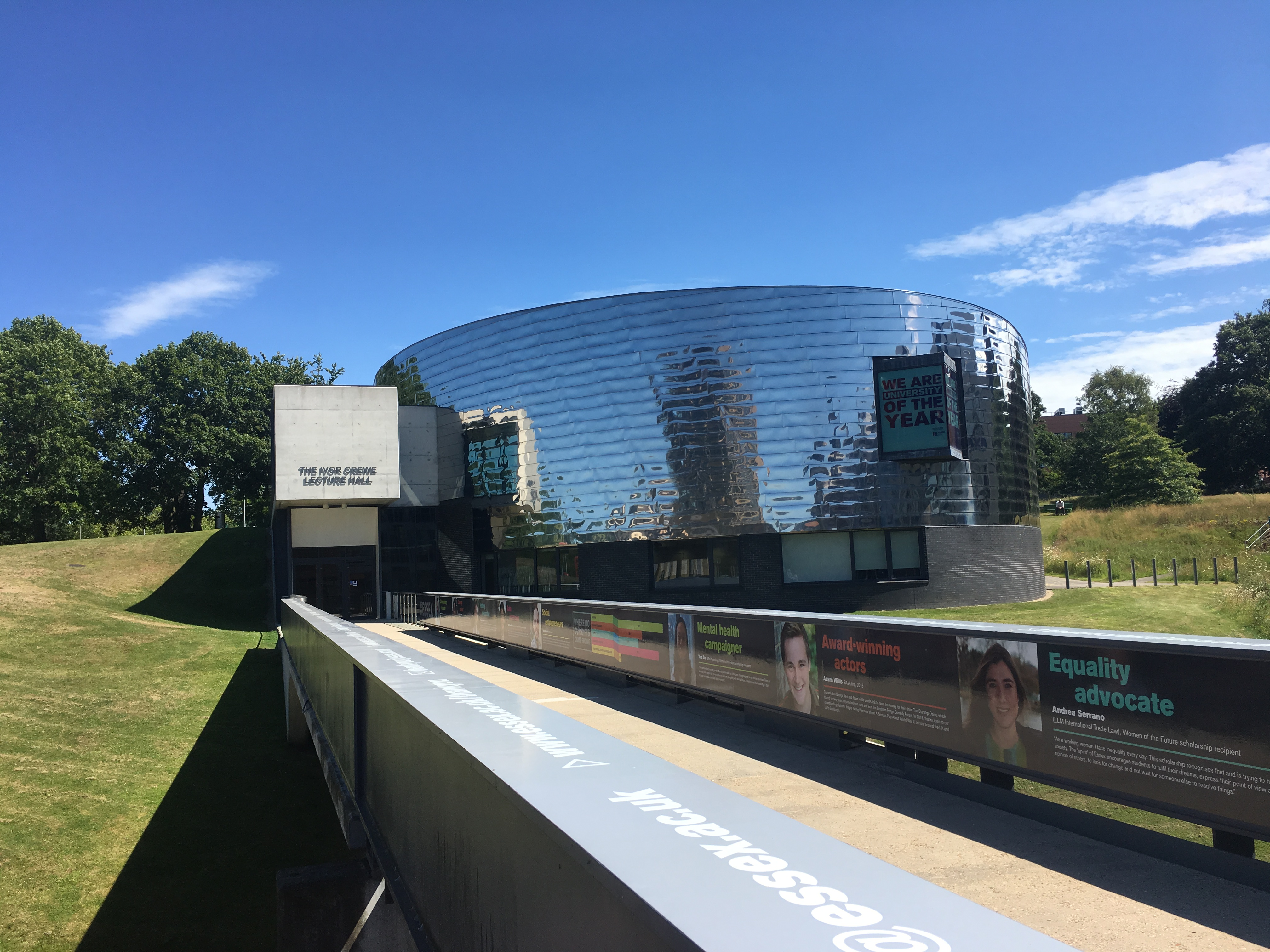
Az Ivor Crewe-előadóterem
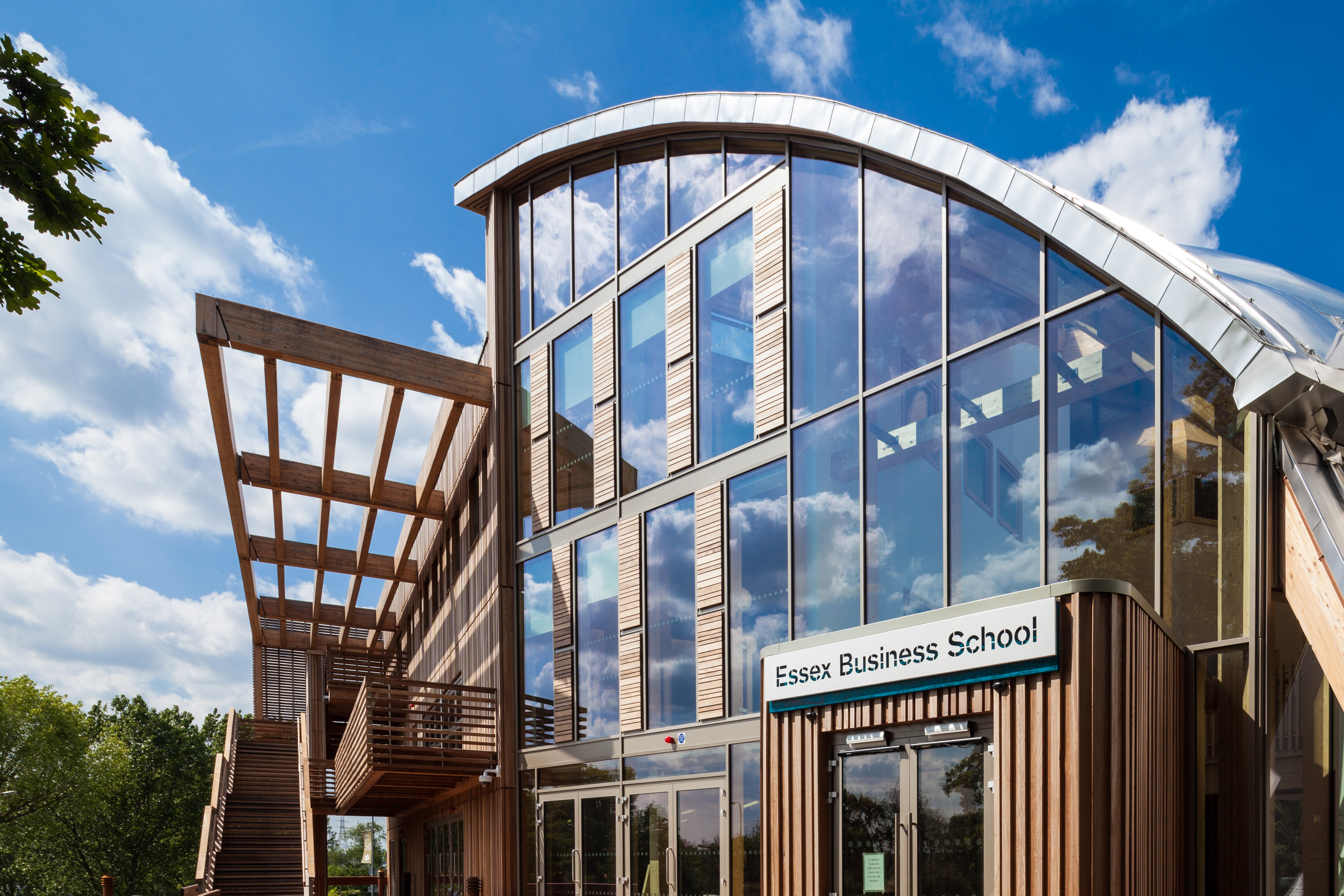
Az Essex Business School kívülről
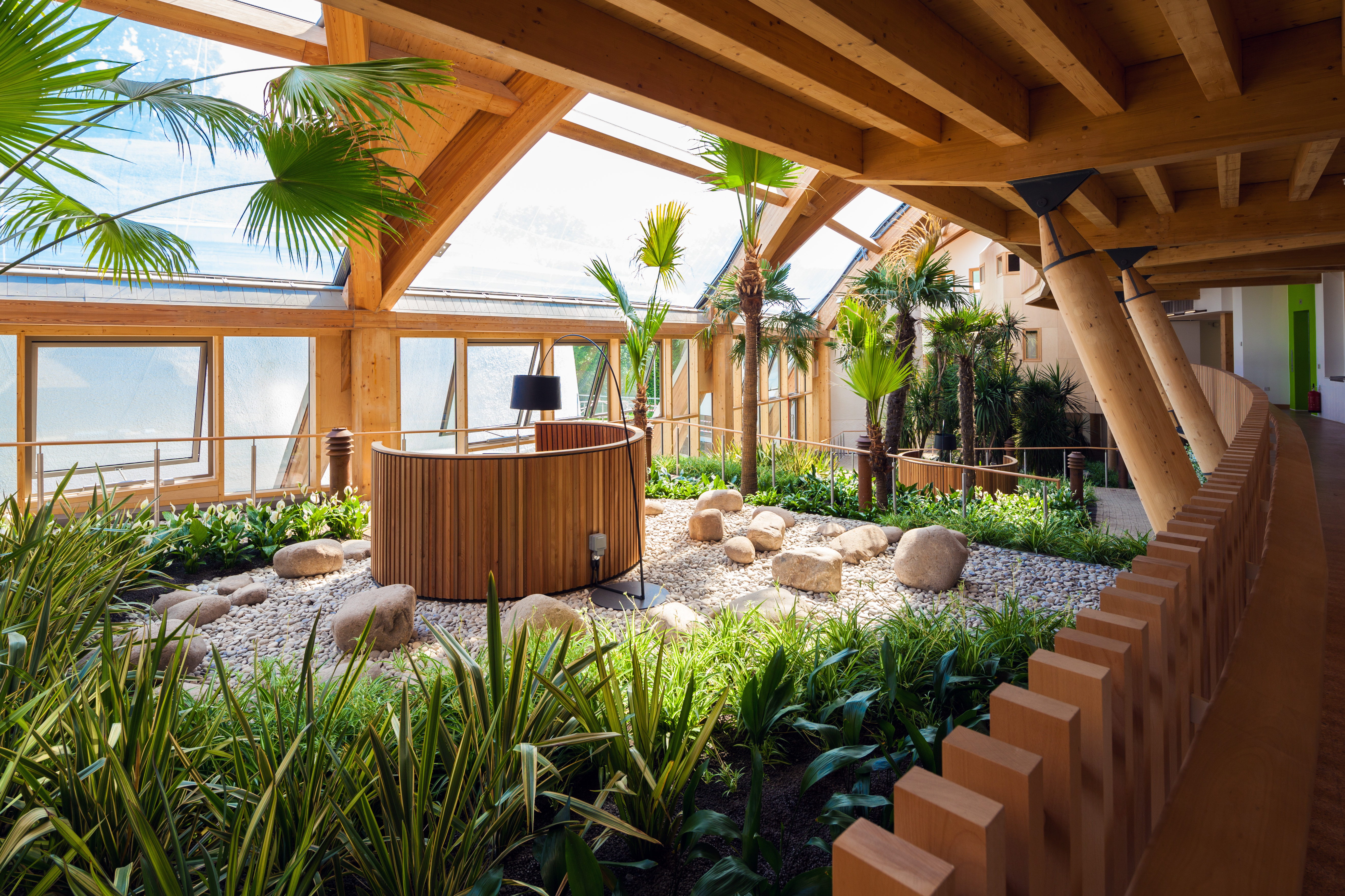
Az Essex Business School belülről
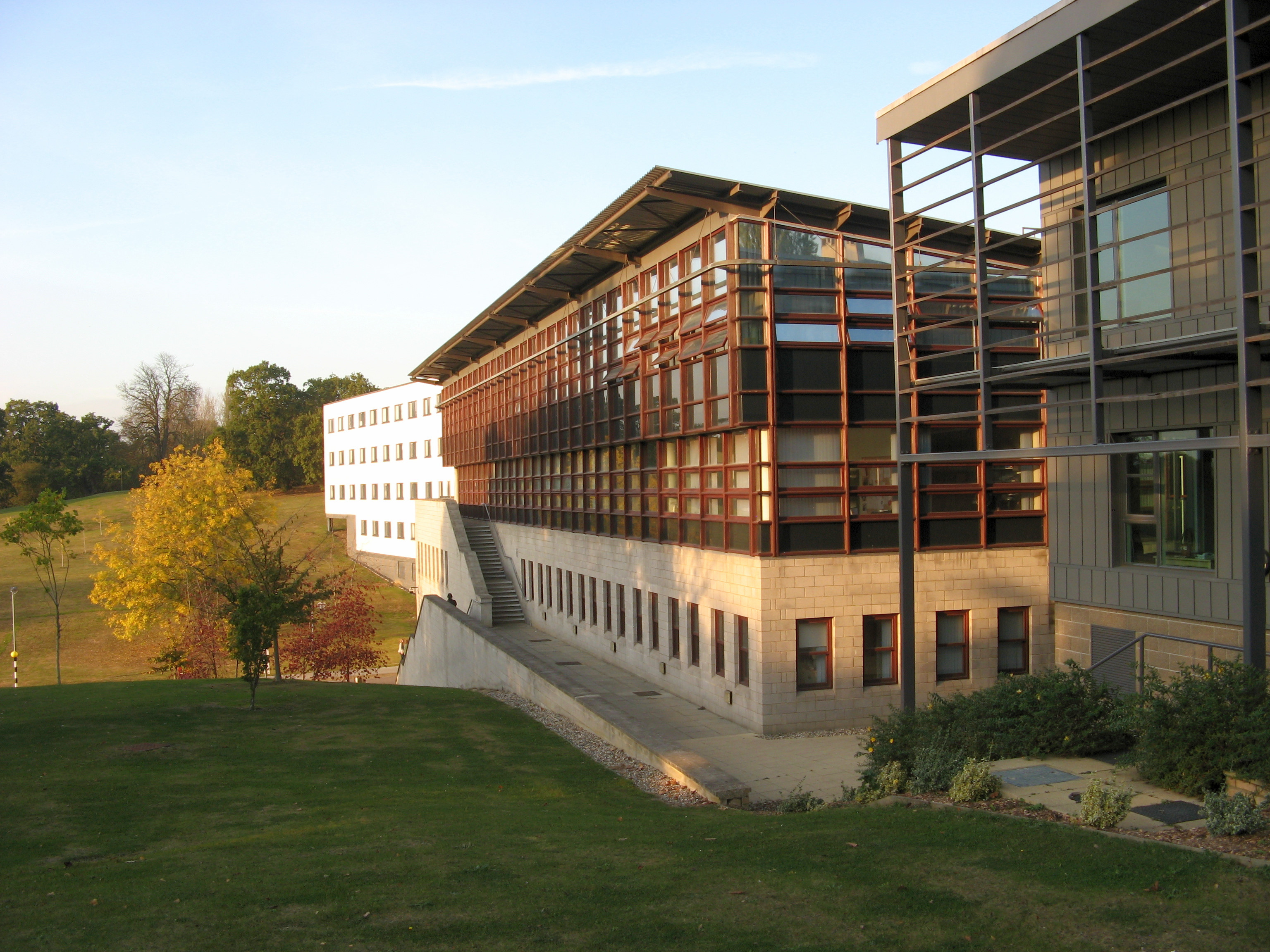
A Pszichológia kar épülete
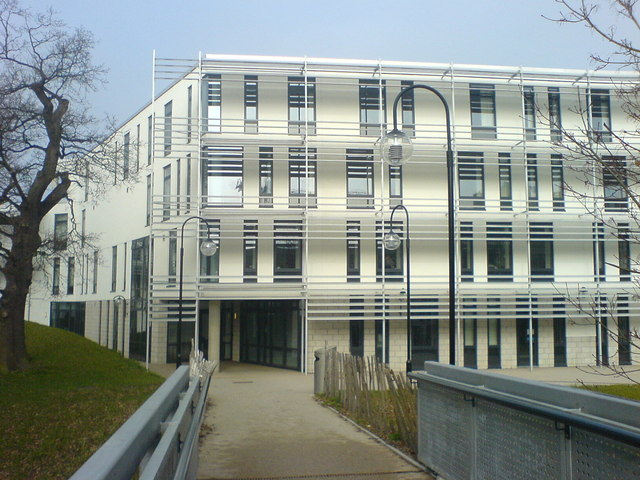
Társadalomtudományi Kutatóközpont
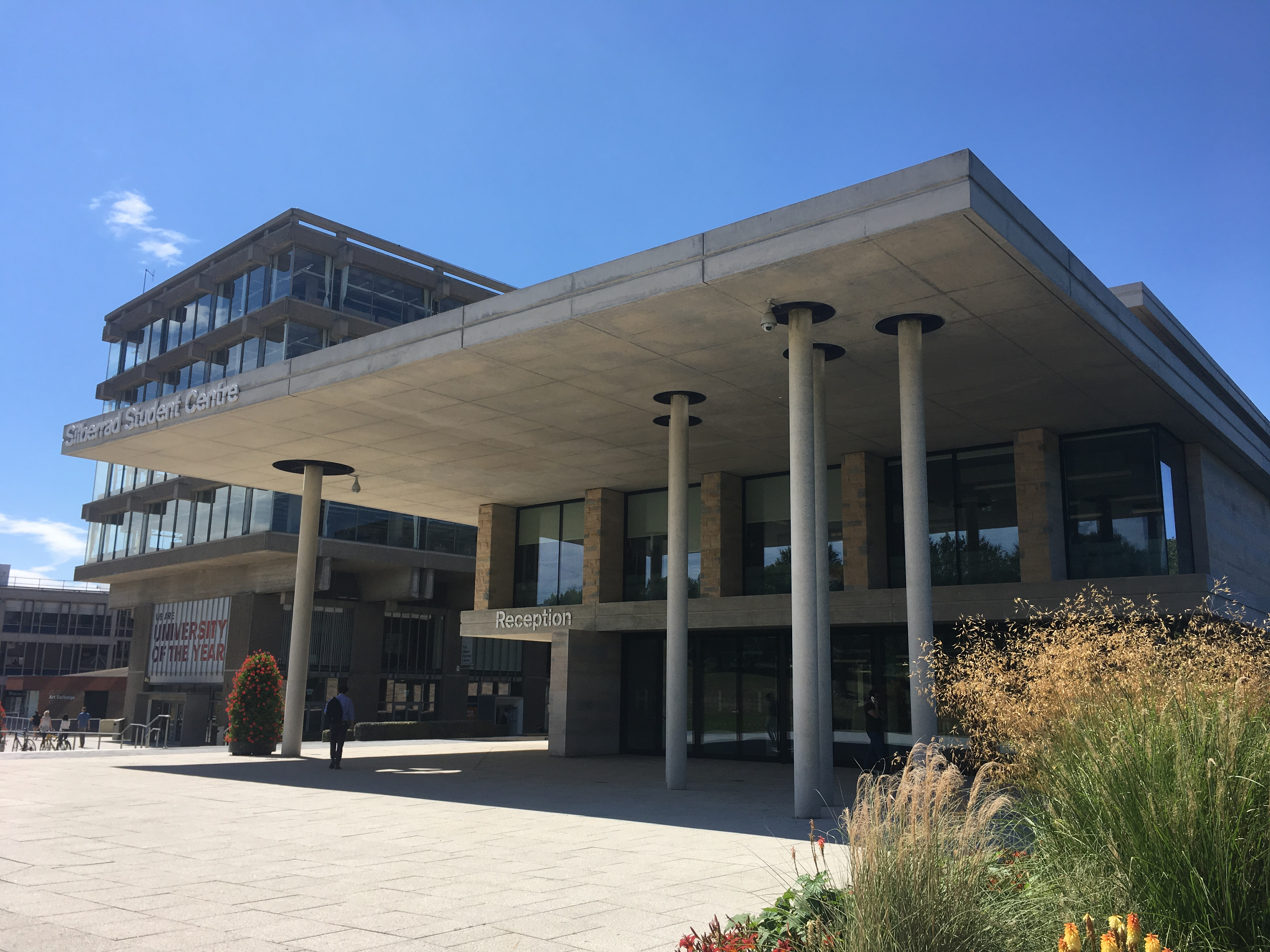
Silberrad Centre, Colchester Campus
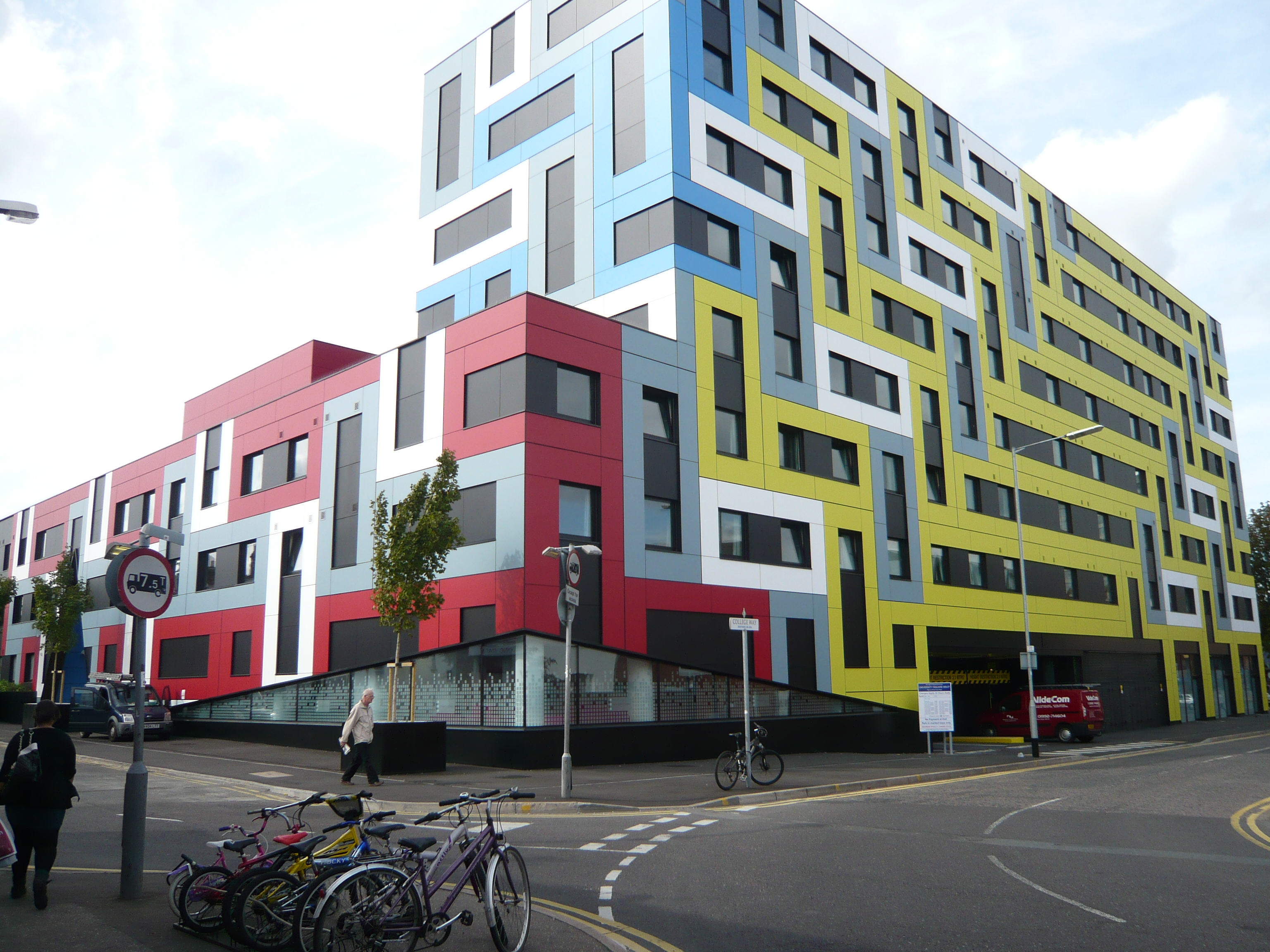
Diákszálló, Southend
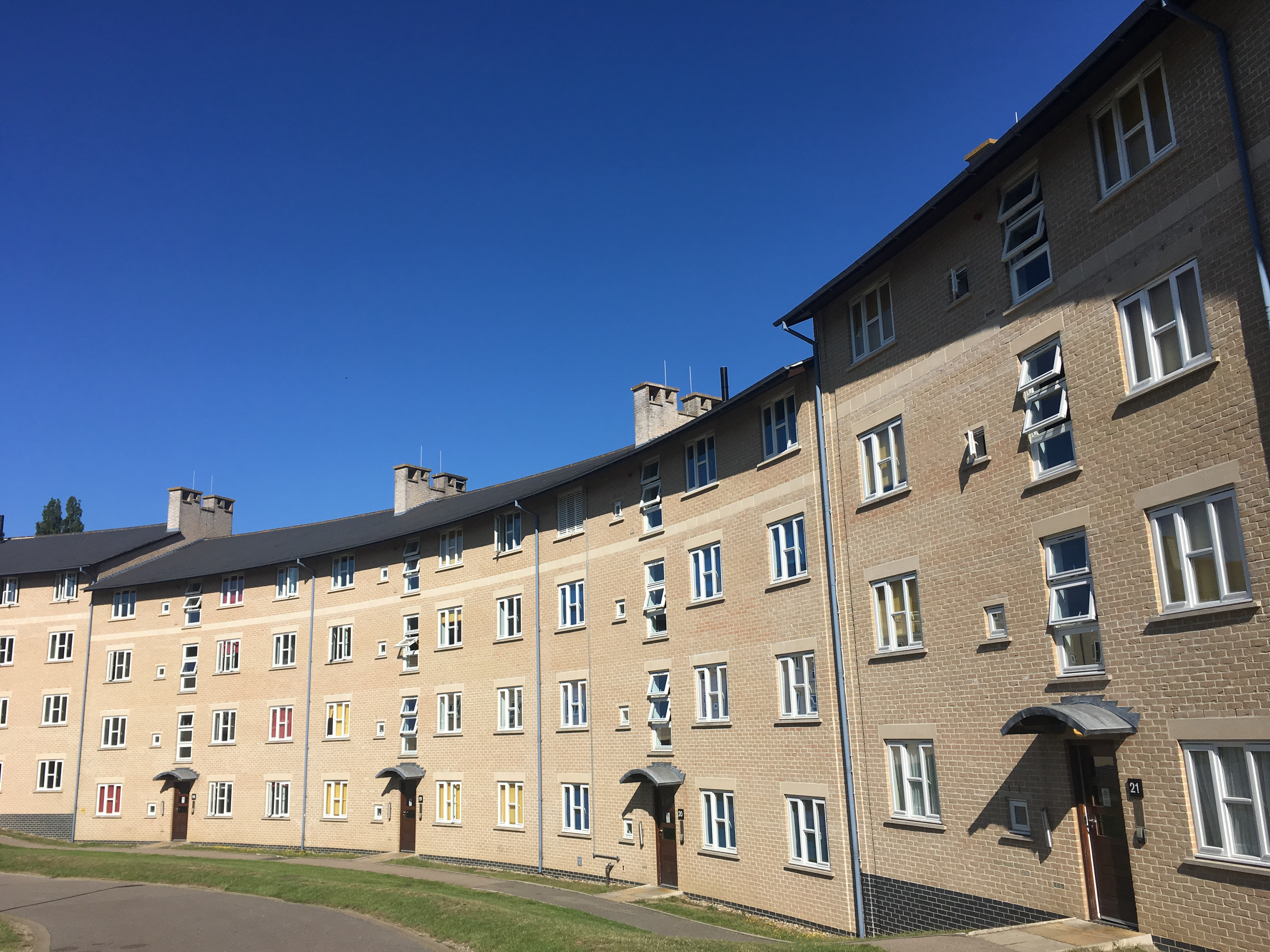
Déli udvar
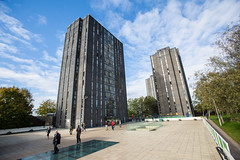
A Colchester Campus 1960-as években emelt tornyai
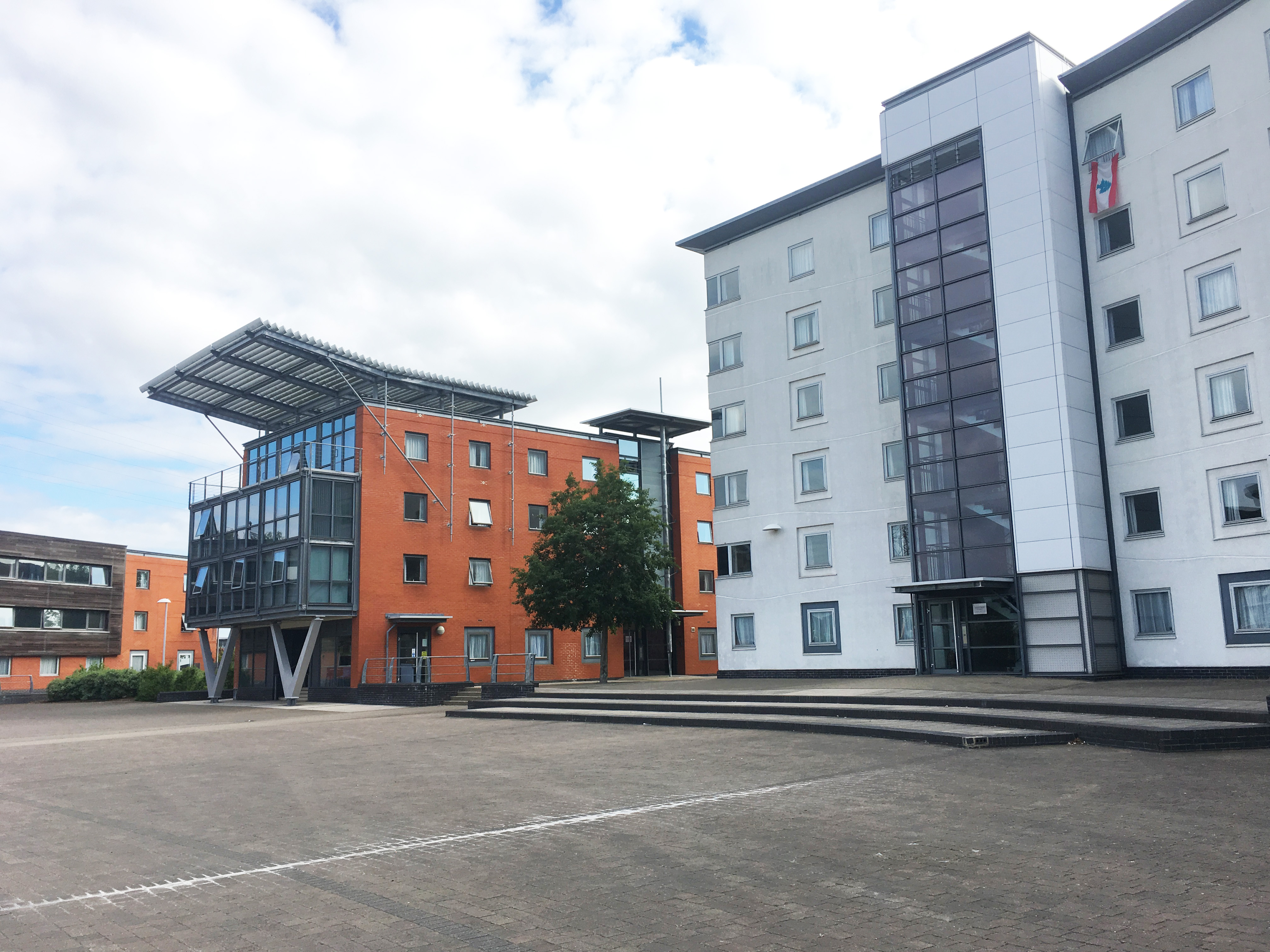
A Quays-diákszálló
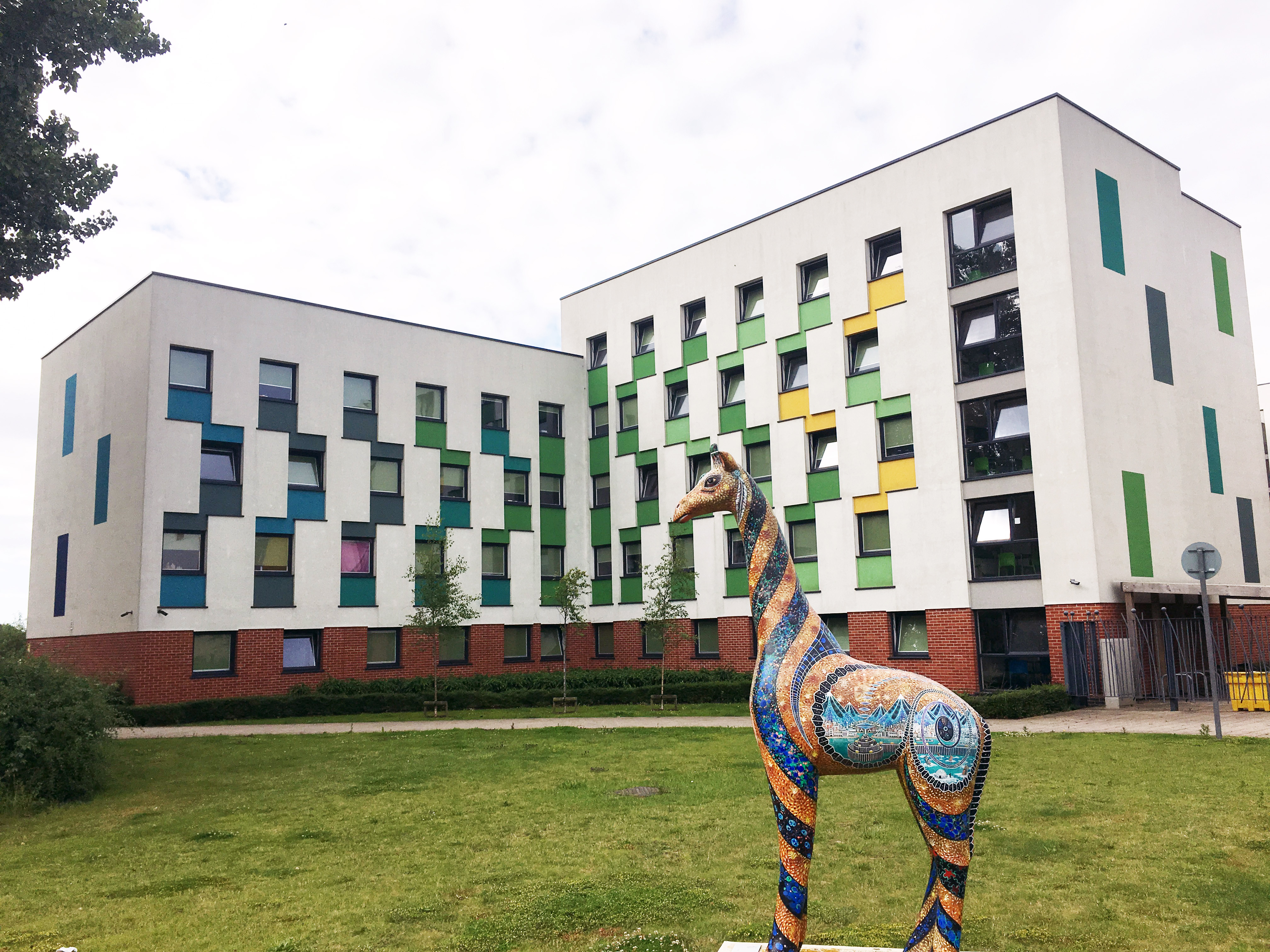
A Meadows-diákszálló
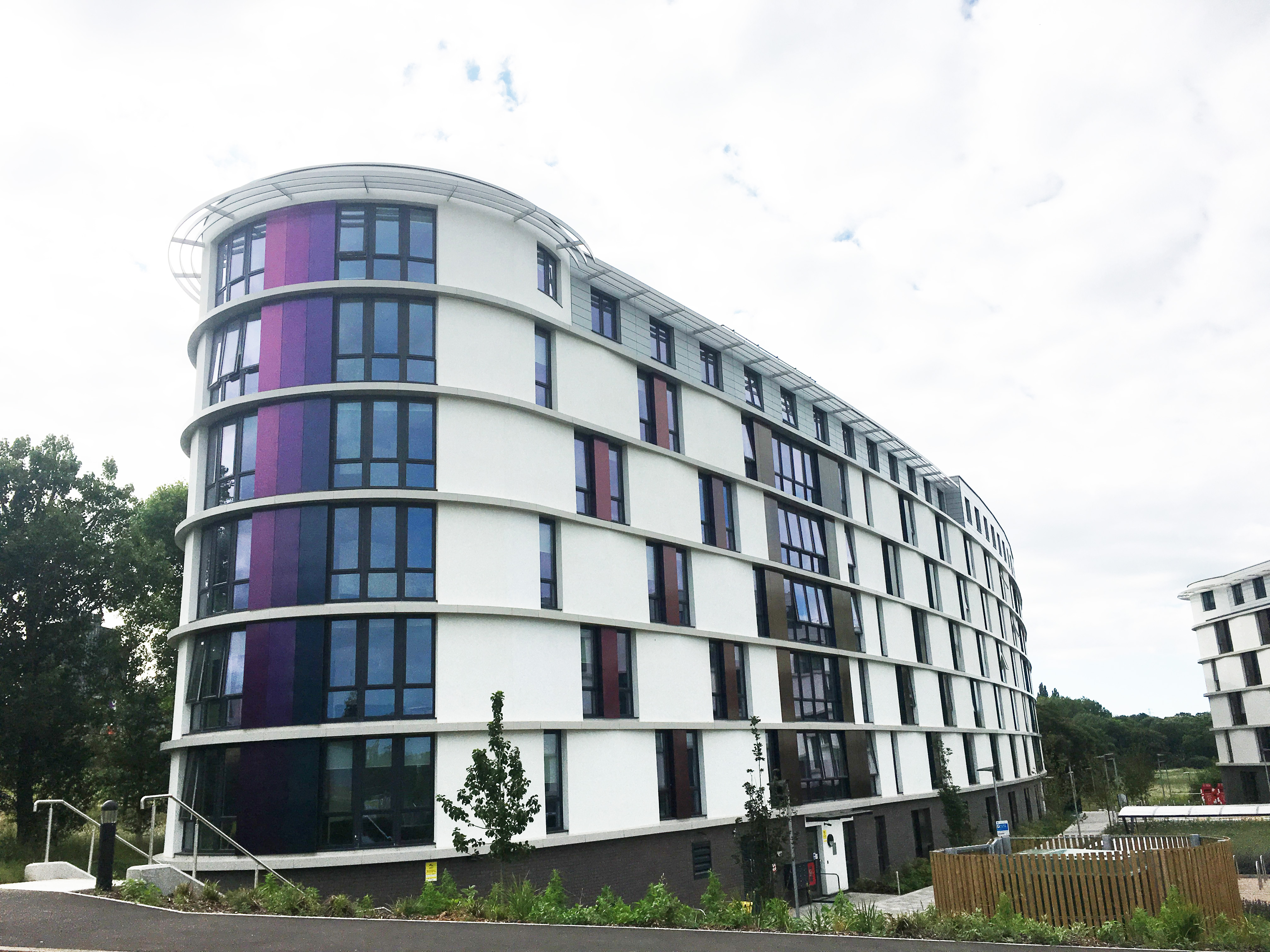
A Copse-diákszálló
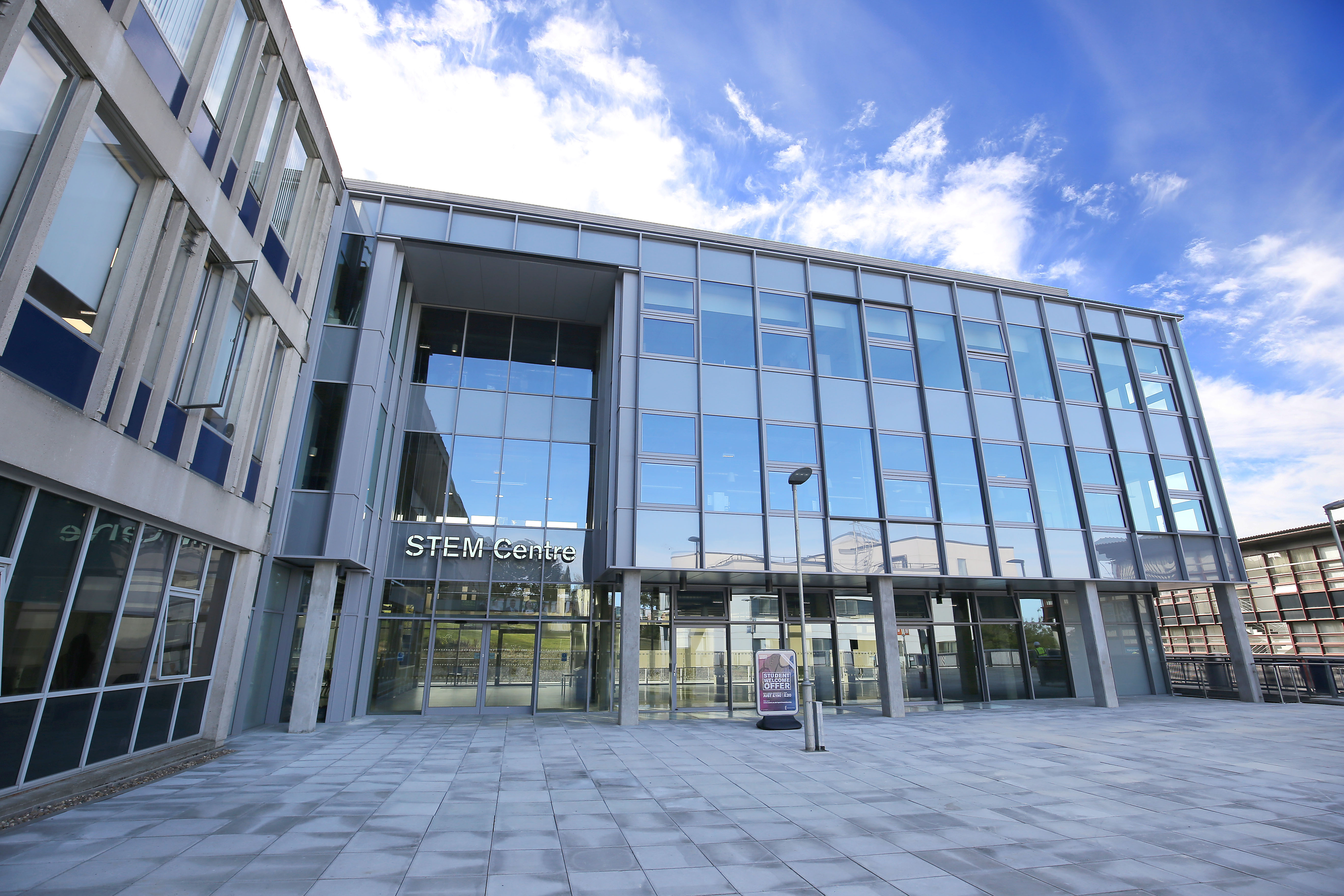
A STEM Center
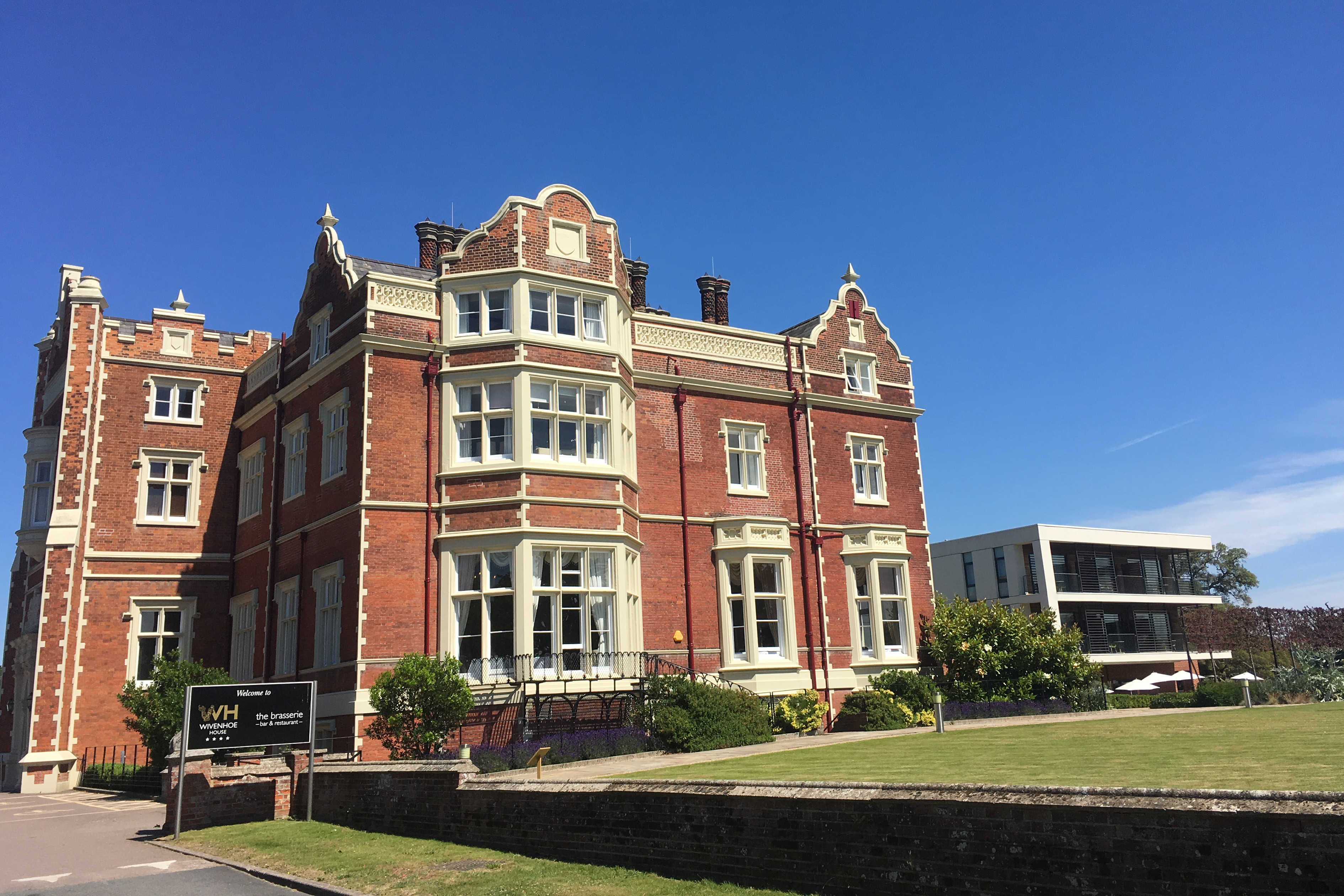
A Wivenhoe House hotel
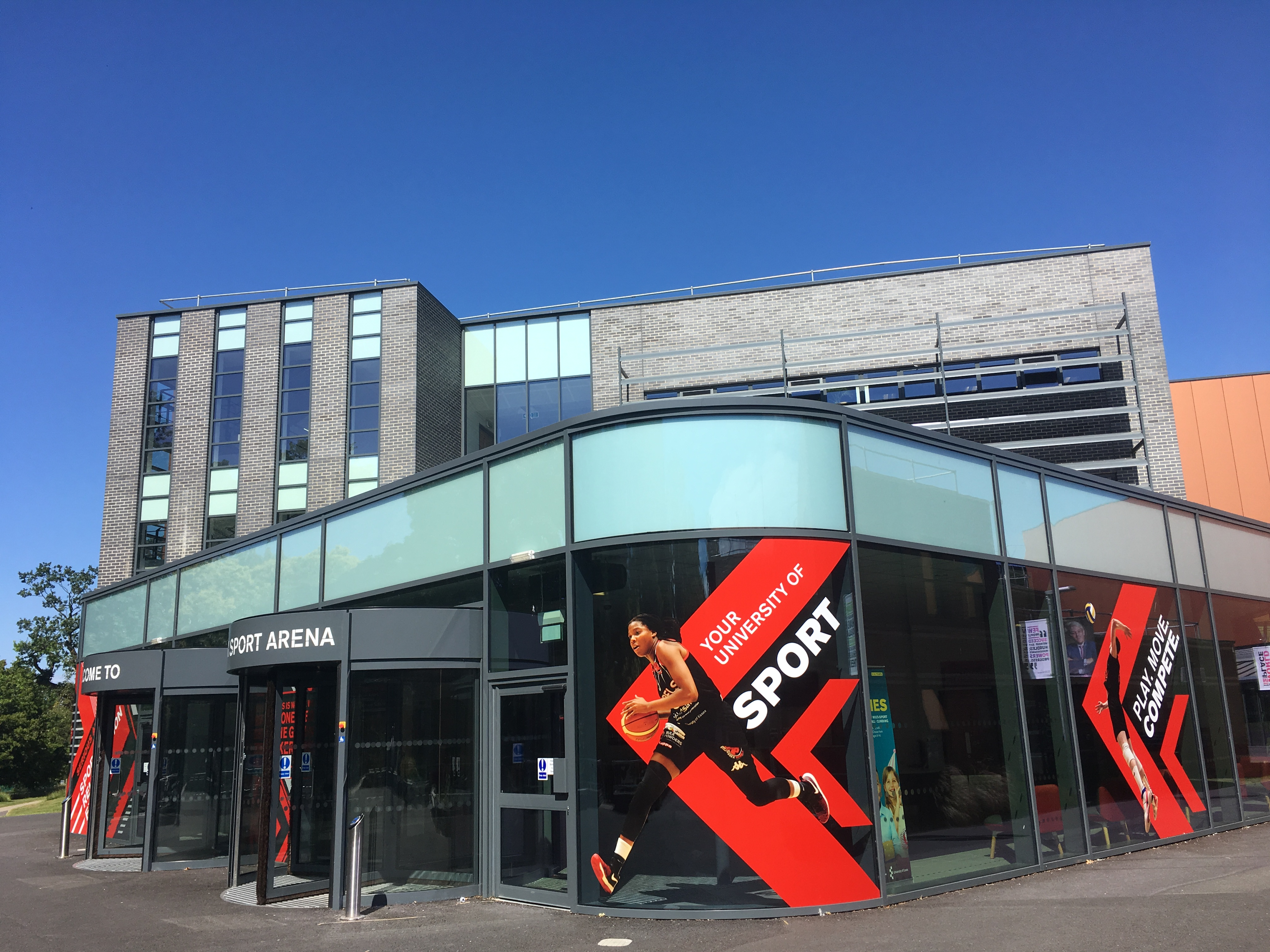
Essex Sport Arena

## Híres diákjai

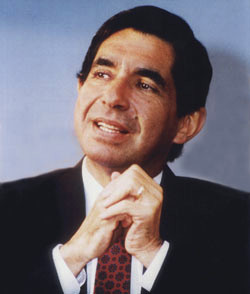
Óscar Arias Sánchez, Costa Rica egykori elnöke, 1987-es Nobel-békedíjas
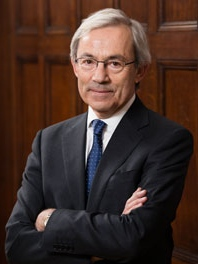
Christopher A. Pissarides, Közgazdasági Nobel-emlékdíjas, 2010
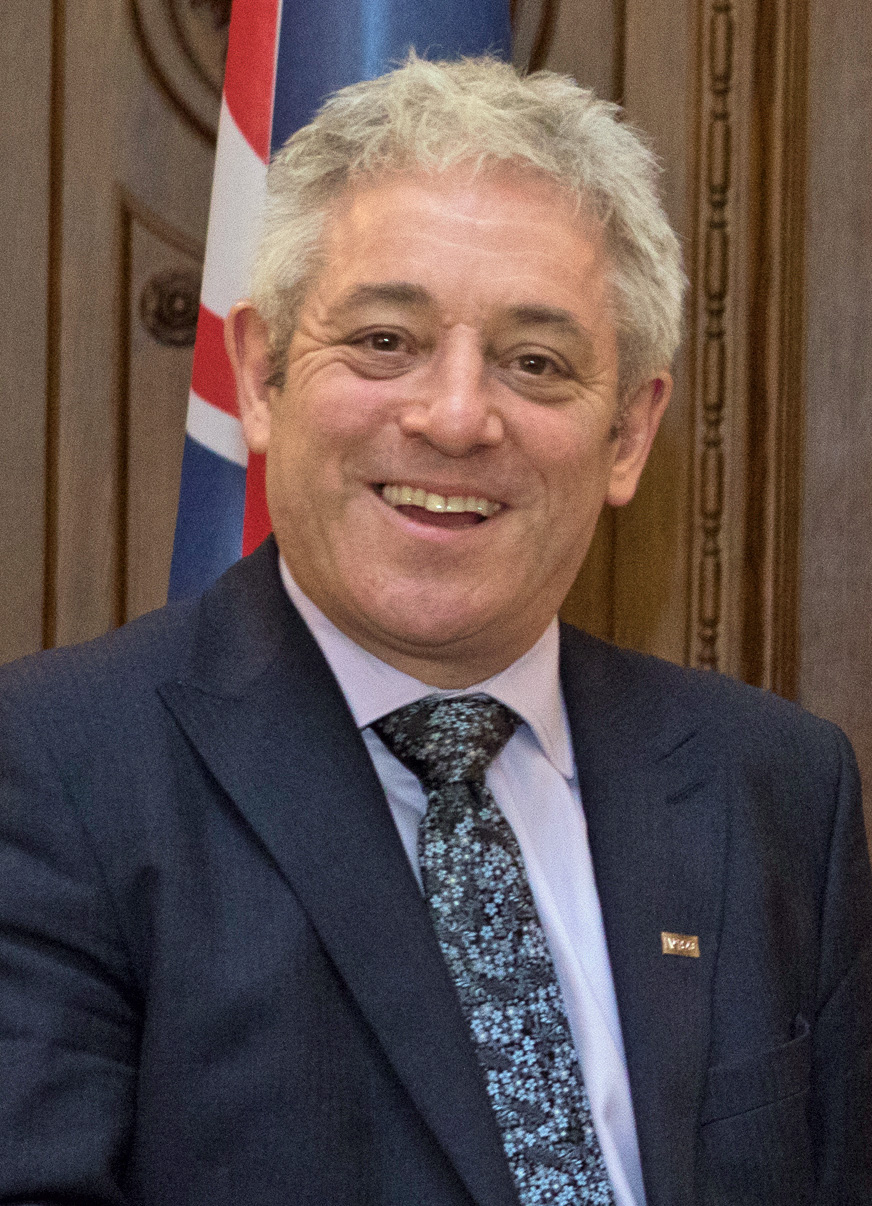
John Bercow, az Egyesült Királyság képviselőházának elnöke (2009–2019)
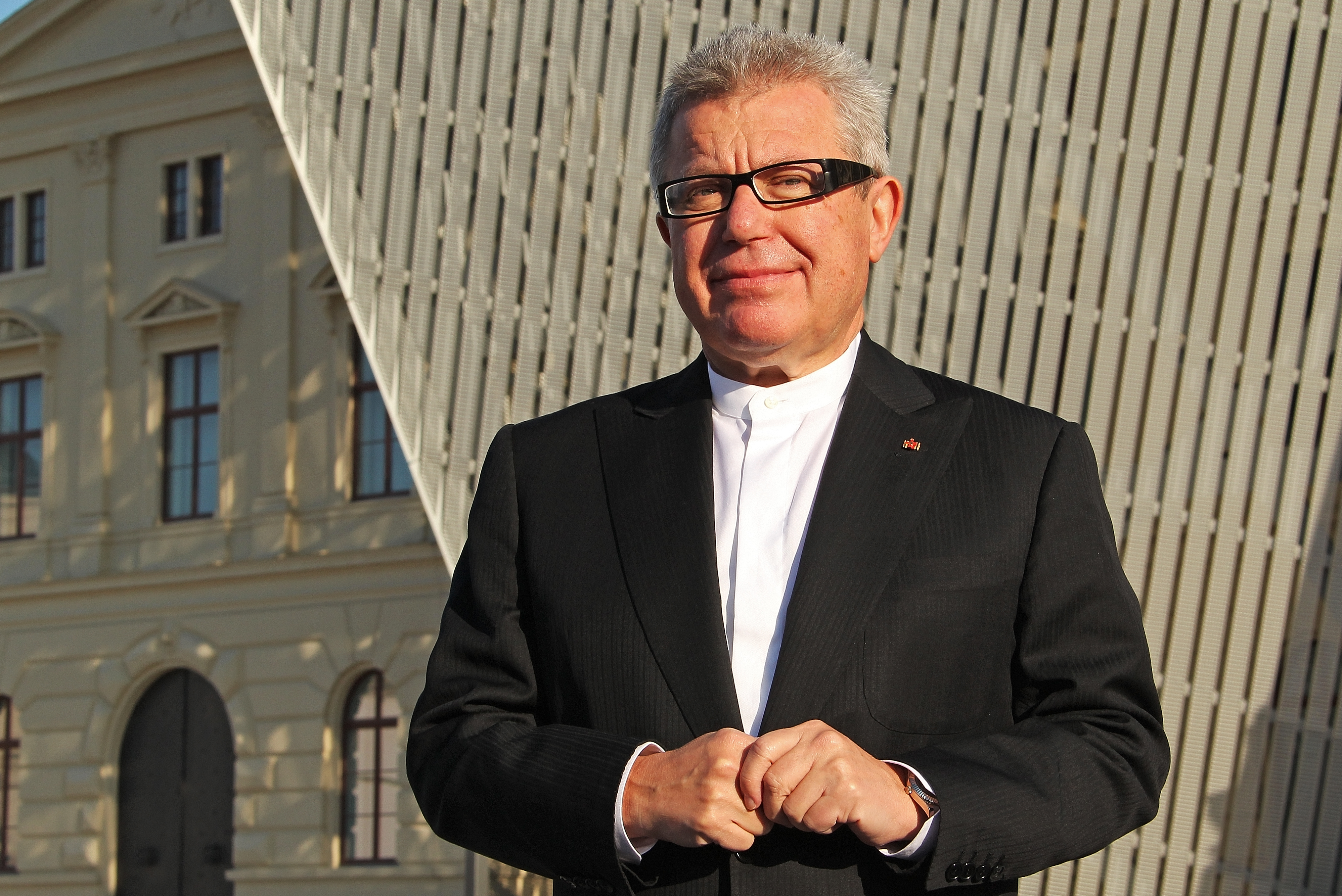
Daniel Libeskind építész
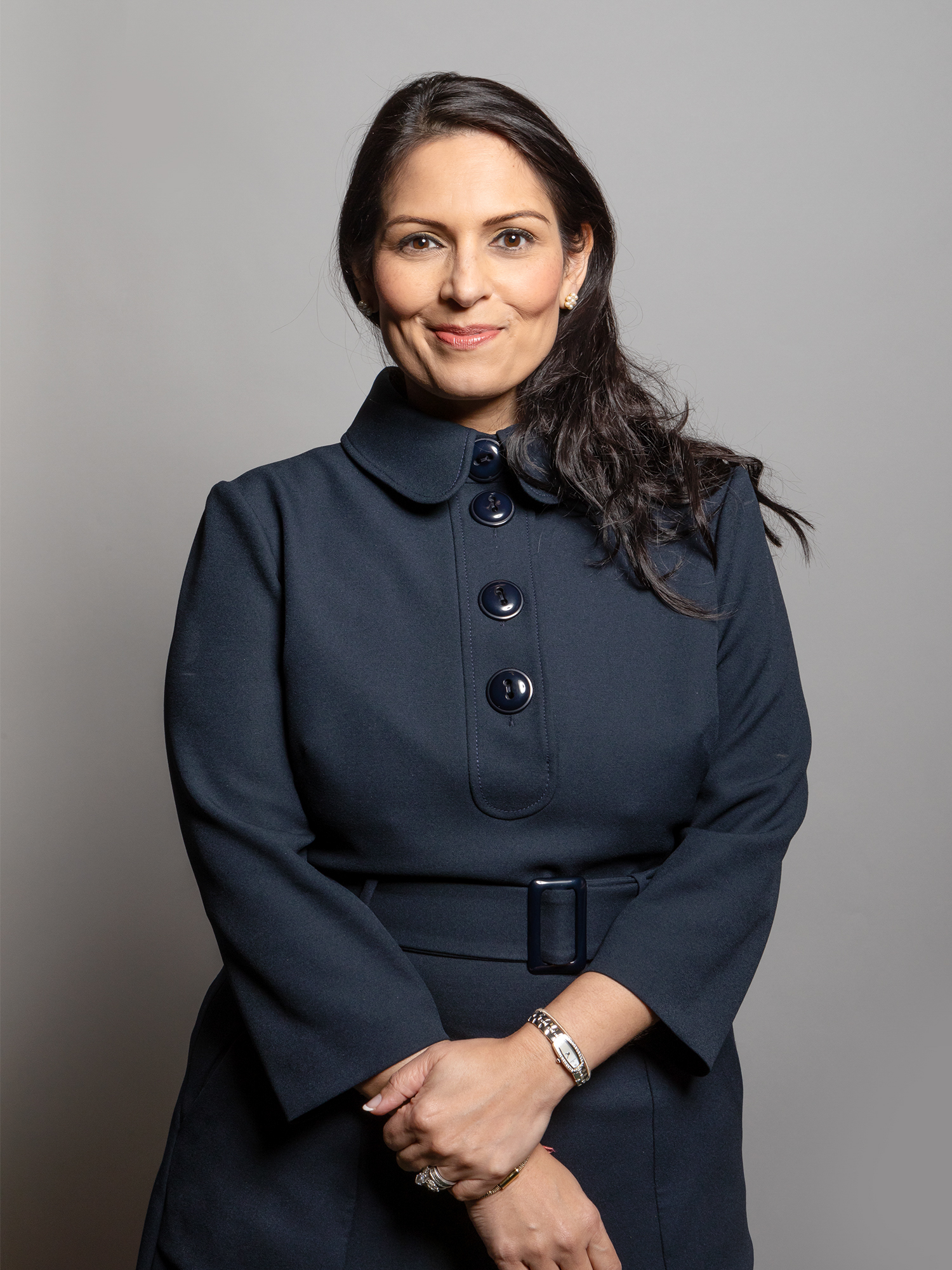
Priti Patel, belügyi államtitkár 2019 óta
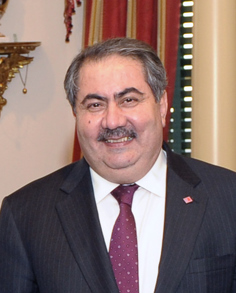
Hoshyar Zebari, egykori iraki külügyminiszter
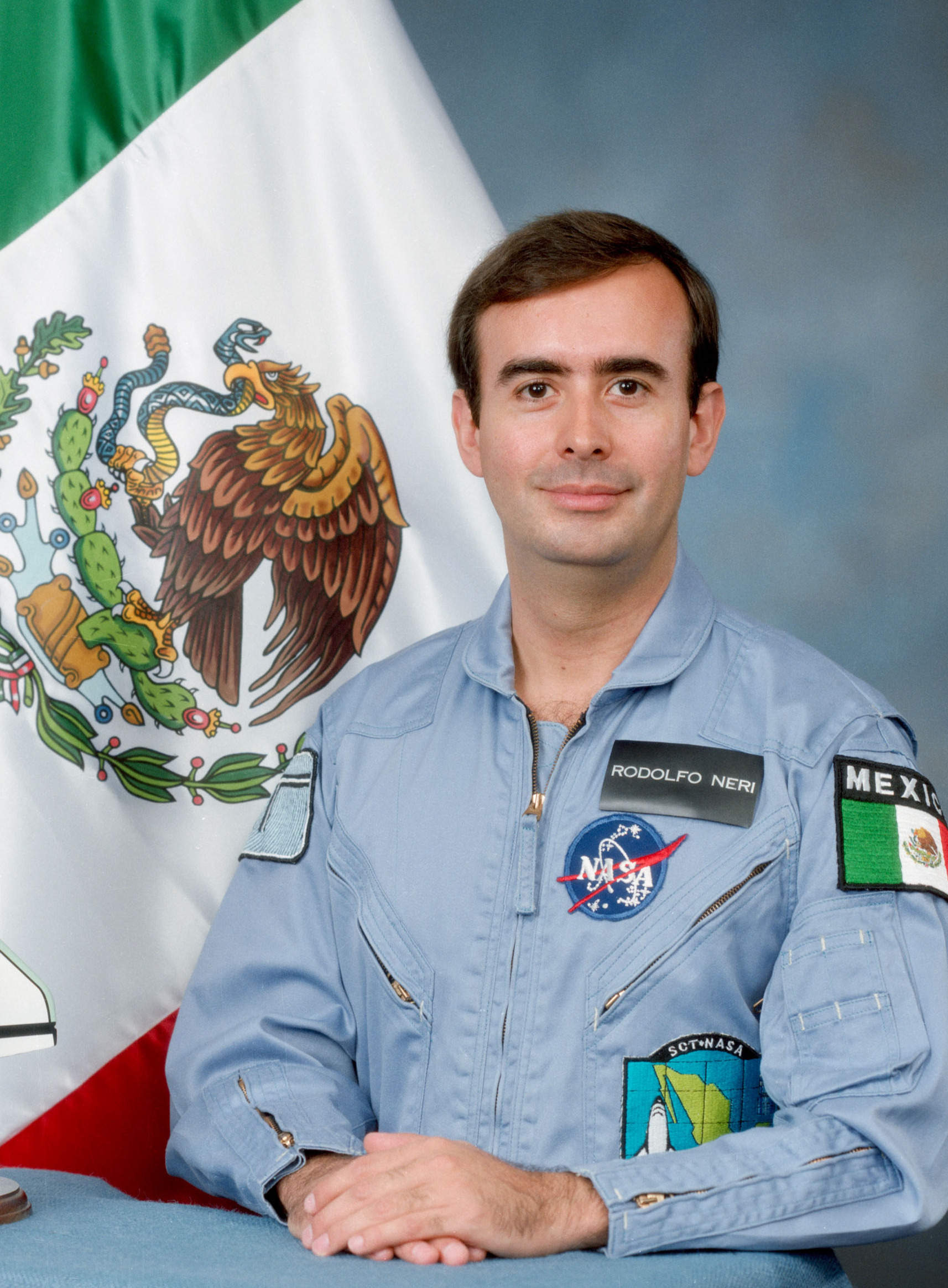
Rodolfo Neri Vela mexikói tudós űrhajós, aki részt vett a NASA 1985-ös STS–61–B Space Shuttle-missziójában

## Fordítás
- Ez a szócikk részben vagy egészben  az   Università dell’Essex című olasz Wikipédia-szócikk ezen változatának fordításán alapul.  Az eredeti cikk szerkesztőit annak laptörténete sorolja fel. Ez a jelzés csupán a megfogalmazás eredetét és a szerzői jogokat jelzi, nem szolgál a cikkben szereplő információk forrásmegjelöléseként.
- Ez a szócikk részben vagy egészben  az   University of Essex című angol Wikipédia-szócikk ezen változatának fordításán alapul.  Az eredeti cikk szerkesztőit annak laptörténete sorolja fel. Ez a jelzés csupán a megfogalmazás eredetét és a szerzői jogokat jelzi, nem szolgál a cikkben szereplő információk forrásmegjelöléseként.